# 佐藤清一郎 (銀行家)
佐藤 清一郎（さとう せいいちろう、1949年（昭和24年）2月3日 - ）は、日本の銀行家。筑邦銀行代表取締役頭取。

## 来歴・人物
福岡県出身。慶應義塾大学経済学部卒業後、日本勧業銀行入行。同期入行には、みずほ銀行頭取を務めた杉山清次や初代静岡市長の小嶋善吉らがいた。
第一勧銀時代には、主に証券、国際部門を担ったほか、みずほFGに移行後には、みずほコーポレート銀行常務執行役員も歴任した。
2006年（平成18年）には祖父・與（あたえ）が初代会長を務め、父・清之助が副頭取を務めた筑邦銀行に転じ、2009年（平成21年）に同行頭取に就任した。

## 略歴
- 1967年（昭和42年）-　福岡県立修猷館高等学校卒業
- 1971年（昭和46年）-　慶應義塾大学経済学部卒業後、日本勧業銀行（現・みずほ銀行)入行
  - 以降、第一勧業銀行今治支店長、資金証券部長、証券企画部長等を歴任する
- 1999年（平成11年）- 同取締役欧州支配人兼ロンドン支店長委嘱
- 2002年（平成14年）- みずほコーポレート銀行常務執行役員欧州地域統括
- 2004年（平成16年）- みずほ証券副社長
- 2006年（平成18年）- 筑邦銀行入行 副頭取
- 2009年（平成21年）- 同頭取